# Abrahams Gold
Abrahams Gold er en tysk film fra 1990 af Jörg Graser.

## Medvirkende
- Hanna Schygulla – Barbara "Bärbel" Hunzinger
- Günther Maria Halmer som Karl Lechner
- Daniela Schötz som Annamirl Hunzinger
- Robert Dietl som Huntziger
- Maria Singer som Lechnerin
- Karl Friedrich som Probst
- Otto Tausig som Pfarrer